# Catherine Fontaine
Pour les articles homonymes, voir Fontaine.
Catherine Fontaine de son vrai nom Catherine Pascale Valade, est une chanteuse française, auteure-compositrice-interprète née le 19 septembre 1959 à Tulle en Corrèze.

## Biographie
Auteure, compositrice, guitariste et interprète, Catherine commence sa carrière en 1990. Elle réalise 7 albums, dont quatre sont adressés à un jeune public. Sa première guitare fut en plastique moulé, pleine de bonbons. À 17 ans, elle fait sa première scène mais deviendra chef cuisinière, montera deux restaurants et esquissera deux groupes (Missfit Duo et Toundra). Douze ans plus tard, elle quitte du jour au lendemain ce métier, achète sono, micro, etc., et monte le groupe de blues : Vie privée. En 1990, elle rencontre Marie Bazin, qui s'occupe alors du management. En 1993, elle sort son premier album 12 titres, Amigo. En 1997, elle sort en duo avec Marie un deuxième album, Ici ou ailleurs. Remarquée par Jean-Claude Barens en 1998, à l'occasion de la première partie de Lavilliers, au Festi' Val-de-Marne, elle reçoit fin 1998, le Fonds d'Aide à la Création Chanson du Val-de-Marne.
Catherine crée Mille vies en public en avril 1999. En 2002 sort son troisième album Mille vies (distribution nationale) puis en 2003, le quatrième : Chansons pour la marmaille (distribution nationale, Victor Mélodie). En 2004, elle écrit deux spectacles : Lumière ! et Dido et le soleil (avec Alain Poitou) et en 2005 : Création de Lumière ! première mouture, au Théâtre de la Chélidoine. Résidence et création du nouveau spectacle jeune public : Dido et le soleil (7ans et +) du 10 au 20 octobre aux Bains Douches à Lignières (Cher) avec entre autres, le soutien du Crica Chanson. En 2007, un nouveau spectacle  Le Jardin du voisin et en 2010, après trois années de tournées et concerts, le Concert Mini Môme. Création en avril 2010 du nouveau spectacle : Les Histoires de Zoé, dont la toute première a lieu le 3 avril dans l'Essonne - Sortie de l'album du même nom, Les Histoires de Zoé. C'est en 2015 que l'album et le spectacle "Quand les couleurs s'en mêlent" voient le jour.
Plus que jamais, la plume de Catherine fait merveille. Paysagiste du verbe et de la note, l'artiste offre une palette, de mots, d'images et de belles trouvailles, portée par des mélodies tout en nuances et des voix aux volutes harmonieuses. Histoires de goûts et de couleurs, rocambolesques, poétiques, farfelues ou surréalistes, les chansons prennent vie dans un décor signé Marie Bazin, également artiste peintre et complice de scène de Catherine Fontaine depuis une vingtaine d'années.

## Discographie
- 1993 : Amigo
- 1997 : Ici ou ailleurs
- 2001 : Mille vies
- 2003 : Chanson pour la marmaille (jeune public)
- 2007 : Le Jardin du voisin (jeune public)
- 2010 : Les Histoires de Zoé (jeune public)
- 2015 : Quand les couleurs s'en mêlent (jeune public)